# NHL Entry Draft 1991

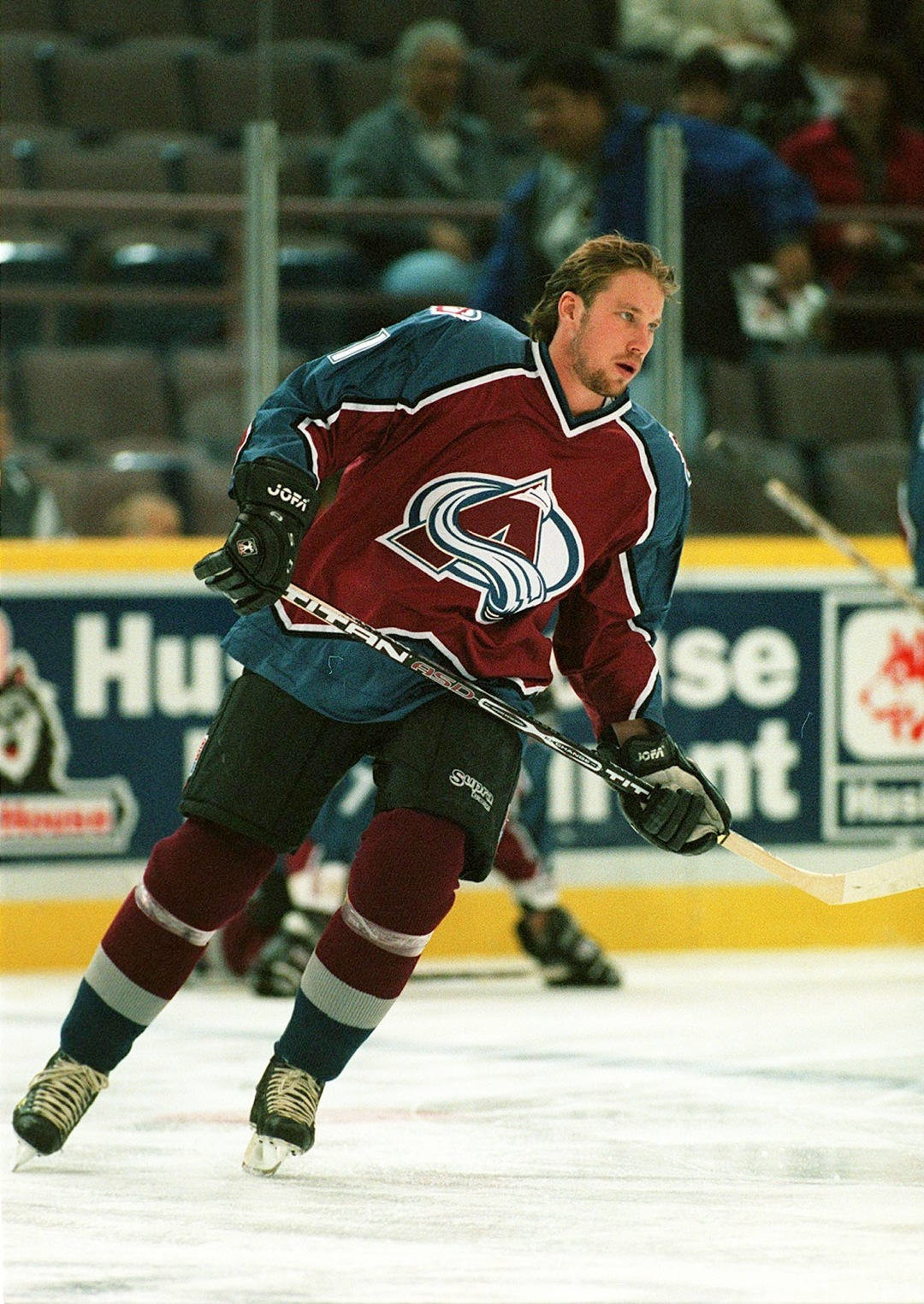
Peter Forsberg w koszulce Colorado Avalanche

NHL Entry Draft 1991 był 29. draftem NHL w historii. Odbył się w dniach 22-23 czerwca w Buffalo Memorial Auditorium w Buffalo. Rozlosowano 12 rund. Z numerem 1 został wydraftowany Kanadyjczyk Eric Lindros do Quebec Nordiques.

## Draft 1991

### Runda 1
| #  | Zawodnik              | Narodowość        | Drużyna NHL           | Klub macierzysty                           |
| -- | --------------------- | ----------------- | --------------------- | ------------------------------------------ |
| 1  | Eric Lindros (C)      | Kanada            | Quebec Nordiques      | Oshawa Generals (OHL)                      |
| 2  | Pat Falloon (RW)      | Kanada            | San Jose Sharks       | Spokane Chiefs (WHL)                       |
| 3  | Scott Niedermayer (D) | Kanada            | New Jersey Devils     | Kamloops Blazers (WHL)                     |
| 4  | Scott Lachance (D)    | Stany Zjednoczone | New York Islanders    | Boston University (Hockey East)            |
| 5  | Aaron Ward (D)        | Kanada            | Winnipeg Jets         | University of Michigan (CCHA)              |
| 6  | Peter Forsberg (C)    | Szwecja           | Philadelphia Flyers   | MODO Hockey                                |
| 7  | Alek Stojanov (RW)    | Kanada            | Vancouver Canucks     | Dukes of Hamilton (OHL)                    |
| 8  | Richard Matvichuk (D) | Kanada            | Minnesota North Stars | Saskatoon Blades (WHL)                     |
| 9  | Patrick Poulin (LW)   | Kanada            | Hartford Whalers      | Saint-Hyacinthe Laser (QMJHL)              |
| 10 | Martin Lapointe (RW)  | Kanada            | Detroit Red Wings     | Laval Titan (QMJHL)                        |
| 11 | Brian Rolston (LW)    | Stany Zjednoczone | New Jersey Devils     | Detroit Compuware Ambassadors (NAHL)       |
| 12 | Tyler Wright (F)      | Kanada            | Edmonton Oilers       | Swift Current Broncos (WHL)                |
| 13 | Philippe Boucher (D)  | Kanada            | Buffalo Sabres        | University of Massachusetts Lowell (QMJHL) |
| 14 | Pat Peake (C)         | Stany Zjednoczone | Washington Capitals   | Halifax Mooseheads (QMJHL)                 |
| 15 | Aleksiej Kowalow (RW) | ZSRR              | New York Rangers      | Dinamo Moskwa                              |
| 16 | Markus Näslund (LW)   | Szwecja           | Pittsburgh Penguins   | MODO Hockey                                |
| 17 | Brent Bilodeau (D)    | Kanada            | Montreal Canadiens    | Seattle Thunderbirds (WHL)                 |
| 18 | Glen Murray (RW)      | Kanada            | Boston Bruins         | Sudbury Wolves (OHL)                       |
| 19 | Niklas Sundblad (RW)  | Szwecja           | Calgary Flames        | AIK Ishockey                               |
| 20 | Martin Ručinský (LW)  | Czechosłowacja    | Edmonton Oilers       | HC Litvínov                                |
| 21 | Trevor Halverson (LW) | Kanada            | Washington Capitals   | North Bay Centennials (OHL)                |
| 22 | Dean McAmmond (LW)    | Kanada            | Chicago Blackhawks    | Prince Albert Raiders (WHL)                |

### Runda 2
| #  | Zawodnik            | Narodowość | Drużyna NHL        | Klub macierzysty |
| -- | ------------------- | ---------- | ------------------ | ---------------- |
| 26 | Žigmund Pálffy (RW) | Słowacja   | New York Islanders | AC Nitra         |
| 30 | Sandis Ozoliņš (D)  | ZSRR       | San Jose Sharks    | Dinamo Ryga      |
| 40 | Jozef Stümpel (C)   | Słowacja   | Boston Bruins      | AC Nitra         |

### Runda 3
| #  | Zawodnik             | Narodowość | Drużyna NHL       | Klub macierzysty          |
| -- | -------------------- | ---------- | ----------------- | ------------------------- |
| 54 | Chris Osgood (G)     | Kanada     | Detroit Red Wings | Medicine Hat Tigers (WHL) |
| 59 | Michael Nylander (C) | Szwecja    | Hartford Whalers  | Huddinge IK               |

### Runda 4
| #  | Zawodnik           | Narodowość | Drużyna NHL        | Klub macierzysty |
| -- | ------------------ | ---------- | ------------------ | ---------------- |
| 71 | Igor Krawczuk (D)  | ZSRR       | Chicago Blackhawks | CSKA Moskwa      |
| 81 | Ołeksij Żytnyk (D) | ZSRR       | Los Angeles Kings  | Sokił Kijów      |

### Runda 5
| #   | Zawodnik                | Narodowość | Drużyna NHL         | Klub macierzysty       |
| --- | ----------------------- | ---------- | ------------------- | ---------------------- |
| 102 | Aleksiej Kudaszow (C)   | ZSRR       | Toronto Maple Leafs | Krylja Sowietow Moskwa |
| 106 | Mariusz Czerkawski (RW) | Polska     | Boston Bruins       | GKS Tychy              |

### Runda 6
| #   | Zawodnik                | Narodowość | Drużyna NHL         | Klub macierzysty   |
| --- | ----------------------- | ---------- | ------------------- | ------------------ |
| 122 | Dmitrij Juszkiewicz (D) | ZSRR       | Philadelphia Flyers | Łokomotiw Jarosław |
| 127 | Oleg Pietrow (RW)       | ZSRR       | Montréal Canadiens  | CSKA Moskwa        |

### Runda 7
| #   | Zawodnik              | Narodowość     | Drużyna NHL         | Klub macierzysty |
| --- | --------------------- | -------------- | ------------------- | ---------------- |
| 135 | Martin Procházka (RW) | Czechosłowacja | Toronto Maple Leafs | HC Kladno        |

### Runda 8
| #   | Zawodnik            | Narodowość | Drużyna NHL         | Klub macierzysty       |
| --- | ------------------- | ---------- | ------------------- | ---------------------- |
| 160 | Dmitrij Mironow (D) | ZSRR       | Toronto Maple Leafs | Krylja Sowietow Moskwa |

### Runda 10
| #   | Zawodnik                   | Narodowość | Drużyna NHL        | Klub macierzysty |
| --- | -------------------------- | ---------- | ------------------ | ---------------- |
| 220 | Alaksandr Andryjeuski (RW) | ZSRR       | Chicago Blackhawks | Dinamo Moskwa    |

### Runda 12
| #   | Zawodnik              | Narodowość | Drużyna NHL     | Klub macierzysty |
| --- | --------------------- | ---------- | --------------- | ---------------- |
| 243 | Michaił Krawiec (LW)  | ZSRR       | San Jose Sharks | SKA Leningrad    |
| 254 | Juha Riihijärvi (RW)  | Finlandia  | Edmonton Oilers | Kärpät           |
| 261 | Andriej Triefiłow (G) | ZSRR       | Calgary Flames  | Dinamo Moskwa    |